# خوان گمپر
خوان گمپر (۲۲ نوامبر ۱۸۷۷ – ۳۰ ژوئیه ۱۹۳۰) که همچنین با نام‌های خوان کمپر، هانس گمپر، یوهانس گمپر و هانس کمپر شناخته می‌شود، از پیشگامان فوتبال سوئیس و همچنین بازیکن فوتبال و نیز مدیرعامل چند باشگاه ورزشی بود. او به عنوان مؤسس چند باشگاه فوتبال در زادگاه خود، سوئیس، و نیز کاتالونیا (اسپانیا) مطرح است. از جمله باشگاه‌هایی که گمپر مؤسس آن‌ها بود، باشگاه فوتبال بارسلونا از شهرت بیشتری برخوردار است.
وی در ۳۰ ژوئیه ۱۹۳۰ به دلیل مشکلات مالی و منفوریت نزد حکومت دست به خودکشی زد.
گمپر در سال‌هایی که سمت ریاست باشگاه بارسلونا را بر عهده داشت، نقش پررنگی در مطرح کردن این باشگاه به عنوان یکی از تیم‌های برتر دنیا ایفا کرد.
خوان گمپر برای هواداران باشگاه بارسلونا شخصی بسیار مهم است و از او به عنوان اسطوره ای فقید و بنیان‌گذار باشگاه فوتبال بارسلونا یاد می‌شود.
در کاتالونیا هرساله جامی به احترام این مرد برگزار می شود که به جام خوان گمپر معروف است.